# Старко
«Старко́» (англ. Star Co. — Звёздная компания) — российский любительский футбольный клуб из Москвы, основанный в 1991 году и состоящий из звёзд шоу-бизнеса.

## О клубе
Команда была создана по инициативе трёх российских музыкантов: композитора Виктора Резникова, певца и композитора Михаила Муромова и руководителя группы «Зодчие» Юрия Давыдова.
Клуб проводит футбольно-концертные шоу в качестве центрального события юбилейных, профессиональных и корпоративных праздников в разных городах России.
С 2005 года ФК «Старко» совместно со спортивным клубом «Росич» при Правительстве Российской Федерации проводят благотворительные матчи и концерты в рамках ежегодной Всероссийской благотворительной акции «Под флагом Добра!».

## История
Свой первый матч команда звёзд эстрады, ставшая впоследствии ФК «Старко», провела 19 августа 1991 года под Санкт-Петербургом, несмотря на запрет ГКЧП.
1 мая 1992 года в Москве на Центральном стадионе в Лужниках состоялся первый международный благотворительный матч-концерт с участием сборной звезд итальянской эстрады «Nazionale Italiano Cantanti» и сборной звезд России «Старко». В матче участвовали: Михаил Муромов, Вячеслав Малежик, Владимир Пресняков, Юрий Лоза, Николай Фоменко, Юрий Давыдов, Валерий Сюткин, Джанни Моранди, Эрос Рамазотти, Риккардо Фольи, Пупо и другие звезды. Собранные средства были перечислены артистами на нужды Центральной детской травматологической больницы № 20 г. Москвы.
После югославских событий 1999 года в Югославии и в России были проведены матчи, по итогам которых из Москвы в Белград был отправлен поезд с гуманитарной помощью.
В сентябре 2000 года после катастрофы подводной лодки «Курск» состоялась игра со сборной польских артистов — командой «R.A.P» (Reprezentacja Artystów Polskich) в Варшаве, средства, собранные на этом матче были перечислены семьям погибших моряков.
В 2007 году в Сочи прошёл первый чемпионат мира по футболу среди артистов — футбольно-музыкальный фестиваль «Арт-футбол». Оргкомитет фестиваля возглавил помощник президента РФ Аркадий Дворкович. В первом чемпионате мира среди артистов приняли участие 18 команд из Аргентины, Англии, Беларуси, Бразилии, Германии, Испании, Казахстана, Камеруна, Южной Кореи, Польши, Румынии, Словакии, Украины, Франции, Эстонии и Японии. В 2008 году подобный фестиваль был проведен в Новороссийске.
6 декабря 2011 года в Московском государственном театре эстрады состоялся юбилейный концерт, посвященный 20-летию клуба «Старко». Всего за 20 лет команда «Старко» провела около 400 встреч в 80 регионах России и СНГ, а также в Италии, Ирландии, Германии, Португалии, Польше, Румынии, Югославии, Бельгии, Голландии, Англии.

## Состав команды
- Юрий Давыдов (президент, вратарь команды)
- Илья Авербух
- Валерий Сюткин
- Марат Башаров
- Влад Топалов
- Дмитрий Харатьян
- Виктор Гусев
- Сергей Минаев
- Илья Глинников
- Дмитрий Маликов
- Денис Мацуев
- Андрей Державин
- Эдгард Запашный
- Виктор Зинчук
- Сергей Кристовский
- Сергей Крылов
- Михаил Гребенщиков
- Игорь Мельник
- Ираклий Пирцхалава
- Андрей Мисин
- Григорий Гладков
- Иван Викулов
- Игорь Богомазов
- Валерий Ярушин
- Павел Иванов
- Дмитрий Белоцерковский
- Богдан Новиков
- Ромарио
- Александр Якин
- Сергей Кемпо
- Александр Рагулин
- Ростислав Хаит
- Валерий Ефремов
- Александр Алёшкин
- Игорь Сильченко
- Антон Кузнецов
- Леонид Барац
- Брыканов Василий
- Куколь Владислав
- Стуликов Леонид
- Заблудовский Андрей
- Марат Махмутов (тренер)